# Steve Railsback
Steve Railsback est un acteur, producteur et réalisateur américain né le 16 novembre 1945 à Dallas, au Texas (États-Unis).

## Filmographie

### Acteur
- 1972 : Les Visiteurs (The Visitors) : Mike Nickerson
- 1974 : Cockfighter : Junior
- 1976 : Charlie Siringo (TV) : Charlie Siringo
- 1976 : Helter Skelter (TV) : Charles Manson
- 1978 : Angela : Jean Lebrecque
- 1979 : Tant qu'il y aura des hommes (en) (From Here to Eternity) (feuilleton TV) : Pvt. Robert E. Lee Prewitt
- 1980 : Le Diable en boîte (The Stunt Man) : Cameron
- 1982 : Deadly Games : Billy Owens
- 1982 : Les Traqués de l'an 2000 (Turkey Shoot) : Paul Anders
- 1982 : Trick or Treats : The Boyfriend
- 1983 : The Golden Seal : Jim
- 1983 : Veliki transport : Pavle
- 1985 : Torchlight : Jake Gregory
- 1985 : Lifeforce : Colonel Tom Carlsen
- 1986 : Spearfield's Daughter (feuilleton TV) : Tom Border
- 1986 : Armé et dangereux (Armed and Dangerous) : Le cow-boy
- 1987 : Distortions : Scott Marshall
- 1987 : Opération survie (The Survivalist) : Jack Tillman
- 1987 : Scenes from the Goldmine : Harry Spiros
- 1987 : The Wind (vidéo) : Kesner
- 1987 : Blue Monkey : Detective Jim Bishop
- 1988 : Deadly Intent (vidéo) : Jeff Kirkwood
- 1989 : The Assassin : Hank Knight
- 1989 : The Forgotten (TV) : Lieutenant Jesse Brady
- 1990 : La Cruz de Iberia : Novak
- 1990 : Haute corruption (Good Cops, Bad Cops) (TV) : Jimmy Donnelly
- 1991 : Alligator 2, la mutation (Alligator II: The Mutation) : Vincent 'Vinnie' Brown
- 1991 : Scissors : Alex Morgan / Cole Morgan
- 1992 : Forever : William Desmond Taylor
- 1992 : Sunstroke (TV) : Biggs
- 1993 : Private Wars : Jack Manning
- 1993 : Nukie : Dr. Eric Harvey
- 1993 : Point critique (Final Mission) (vidéo) : Col. Anderson
- 1993 : Dans les griffes d'une blonde (Save Me) : Robbins
- 1993 : Le triomphe de l'amour (Bonds of Love) (TV) : Ken Smith
- 1993 : Quake (vidéo) : Kyle
- 1993 : Dans la ligne de mire (In the Line of Fire) : CIA Agent David Coppinger
- 1993 : Calendar Girl : Roy's Father
- 1994 : Separated by Murder (TV) : Jesse Dixon
- 1994 : X-Files (TV, épisode Duane Barry) : Duane Barry
- 1995 : The Flight of the Dove (The Spy Within
- 1996 : Barb Wire : Colonel Pryzer
- 1996 : Street Corner Justice : Sergeant Ryan Freeborn
- 1997 : Pressure Point : Arno Taylor
- 1997 : Vanishing Point (en) (TV) : Sergeant Preston
- 1997 : L'Étranger (en) (Stranger in the House) : Jack Derby
- 1997 : Le Visiteur (The Visitor) (série TV) : Colonel James Vise
- 1998 : Comportements troublants (Disturbing Behavior) : Officer Cox
- 1999 : Fausse donne (Made Men) : Kyle
- 1999 : Me and Will : Rob
- 2000 : Ed Gein, le boucher (In the Light of the Moon) : Ed Gein
- 2000 : Termination Man : Dylan Pope
- 2000 : Say Goodnight, Michael
- 2001 : Storytelling : Mr. Kirk ('Non-fiction')
- 2001 : Zigs : Charlie
- 2002 : Slash : Jeremiah
- 2003 : Sans issue (The Box) : Jake Ragna
- 2003 : Hitcher 2 (The Hitcher II: I've Been Waiting) (vidéo) : Police officer
- 2005 : Intermedio : Old Man
- 2005 : Neo Ned : Mr. Day
- 2005 : The Devil's Rejects : Sheriff Ken Dwyer
- 2005 : Le Seigneur du monde perdu (King of the Lost World) : Larry
- 2005 : Supernatural (TV, épisode La Dame blanche) : Joseph Welch

### Producteur
- 1989 : The Forgotten (TV)
- 1995 : Les Aventuriers de l'or noir (The Stars Fell on Henrietta)
- 2000 : Ed Gein, le boucher (In the Light of the Moon)

### Réalisateur
- 1994 : The Flight of the Dove